# Gymnosporia acuminata
Gymnosporia acuminata är en benvedsväxtart som först beskrevs av Carl von Linné den yngre, och fick sitt nu gällande namn av Szyszyl. Gymnosporia acuminata ingår i släktet Gymnosporia och familjen Celastraceae. Inga underarter finns listade.